# Tupelo (Arkansas)
Tupelo es un pueblo ubicado en el condado de Jackson en el estado estadounidense de Arkansas. En el Censo de 2010 tenía una población de 180 habitantes y una densidad poblacional de 225,64 personas por km².

## Geografía
Tupelo se encuentra ubicado en las coordenadas 35°23′28″N 91°13′48″O / 35.39111, -91.23000. Según la Oficina del Censo de los Estados Unidos, Tupelo tiene una superficie total de 0.8 km², de la cual 0.8 km² corresponden a tierra firme y (0%) 0 km² es agua.

## Demografía
Según el censo de 2010, había 180 personas residiendo en Tupelo. La densidad de población era de 225,64 hab./km². De los 180 habitantes, Tupelo estaba compuesto por el 89.44% blancos, el 0% eran afroamericanos, el 0% eran amerindios, el 0% eran asiáticos, el 0% eran isleños del Pacífico, el 8.89% eran de otras razas y el 1.67% pertenecían a dos o más razas. Del total de la población el 15.56% eran hispanos o latinos de cualquier raza.